# Richard Louv
Richard Louv (1949) és un periodista i assagista estatunidenc. Ha escrit una desena de llibres publicats en 24 països sobre la necessitat humana de naturalesa. És conegut sobretot pel seu setè llibre, Last Child in the Woods: Saving Our Children From Nature-Deficit Disorder (Algonquin Books, 2005), en el qual investiga la relació dels infants i la natura en el moment actual i al llarg de la història.
Louv va crear el terme «trastorn de dèficit de natura» per a descriure les possibles conseqüències negatives per a la salut individual i el teixit social derivades del fet que els infants romanguin sempre en espais interiors i s'allunyin del contacte físic amb el món natural, sobretot privant-se d'una experiència genuïna, informal i solitària, tot reivindicant aquesta connexió amb la natura com un dret humà. Louv cita investigacions que apunten trastorns d'atenció, obesitat, reducció de la creativitat i depressió com a problemes associats a una infància deficient en natura. Va obtenir informació sobre el tema de part de professionals de diferents disciplines abans de presentar les seves conclusions, i se li atribueix el fet d'inspirar un moviment internacional per a reintroduir la vivència dels infants a la natura. També ha reivindicat l'ecologització de les ciutats i el disseny arquitectònic i urbà biofílic, és a dir, aquell que incorpora elements naturals al lloc de treball a les escoles, als hospitals i a les llars.

## Trajectòria
Louv va ser columnista del diari The San Diego Union-Tribune entre 1984 i 2007. El seu assaig, sobre la separació de la humanitat i la natura, ha estat criticat pel seu idealisme. Ha estat columnista i membre del consell editorial de la revista Parents i assessor de la Ford Foundation Leadership per al programa Changing World Award. També va ser assessor del National Scientific Council on the Developing Child. Actualment és copresident honorari de The National Forum on Children and Nature i president i cofundador de la xarxa Children & Nature. El 2007 fou reconegut amb el premi Cox de la Universitat de Clemson per «un èxit sostingut en el servei públic». El 2008, la National Audubon Society va concedir-li el seu màxim honor, la Medalla Audubon i va rebre el premi Paul K. Petzoldt de la Wilderness Education Association. El Departament d'Interior dels EUA i associacions com Sierra Club, The Trust for Public Land i The Nature Conservancy, han citat els seus llibres.